# Ciukantowicze
Ciukantowicze (biał. Цюкантавічы, Ciukantawiczy; ros. Тюкантовичи, Tiukantowiczi) – wieś na Białorusi, w obwodzie brzeskim, w rejonie baranowickim, w sielsowiecie Stołowicze.

## Geografia
Położona jest 3 km od centrum administracyjnego sielsowietu Stołowicze (Brześć), 11,5 km od najbliższego miasta (Baranowicze), 196 km od stolicy obwodu (Brześć), 127 km od Mińska.
W roku 2019 w miejscowości znajdowały się 62 gospodarstwa.

## Demografia
W roku 2019 miejscowość liczyła sobie 150 mieszkańców, w tym 94 w wieku produkcyjnym.